# Wyprawa siedmiu złodziei
Wyprawa siedmiu złodziei – amerykańska komedia kryminalna z 1960 roku na podstawie powieści Maxa Catto.

## Główne role
- Edward G. Robinson – Theo Wilkins
- Rod Steiger – Paul Mason
- Joan Collins – Melanie
- Eli Wallach – Poncho
- Alexander Scourby – Raymond Le May
- Michael Dante – Louis Antonizzi
- Berry Kroeger – Hugo Baumer
- Sebastian Cabot – Szef kasyna
- Marcel Hillaire – Duc di Salins
- John Beradino – Szef detektywów

## Fabuła
Theo Wilkins jest starym profesorem, który zawsze wchodził w konflikt z prawem. Razem z sześcioma wspólnikami planuje napad na kasyno, który ma być zwieńczeniem jego działalności. Ale napad nie idzie jak z płatka...

## Nagrody i nominacje
33. ceremonia wręczenia Oscarów
- Najlepsze kostiumy - film czarno-biały – Bill Thomas (nominacja)